# Elsa af Kullberg
Elsa Sofia Charlotta af Kullberg, född 1 februari 1875 i Stockholm, död 27 juni 1956 i Orsa, var en svensk målare och tecknare.

## Biografi
Elsa af Kullberg var dotter till intendenten Herman af Kullberg av adelsätten af Kullberg och Jenny Hichens. Hon studerade konst vid Konstakademien 1895–1904 och deltog även i undervisningen vid Axel Tallbergs etsningsskola, dessutom studerade hon konst i Paris, Rom och München. Hon var bosatt i Stettin under 14 år och målade då en altartavla för sjömanskyrkan i Stettin. Separat ställde hon på Hultbergs konsthandel i Stockholm 1909. Hon medverkade i bland annat Sveriges allmänna konstförenings decemberutställning 1910, Göteborgsutställningen 1923 och Borås hantverksförenings utställning 1933 samt med olika lokala konstföreningar. Bland hennes offentliga uppdrag märks hennes oljemålning Flyckt för Sigtuna läroverks aula. Hennes konst består av figurskildringar, barnporträtt och landskapsskildringar utförda i olja, akvarell eller pastell.
Elsa af Kullberg var även verksam socialt och kallades Runös skyddsängel på grund av alla de insatser hon utförde för Estlandssvenskarna. Hon är begravd på Norra begravningsplatsen utanför Stockholm.